# 義那道夫
義那 道夫（ぎな みちお、1933年6月19日 - 2013年3月）は、日本の元俳優。東京府生まれ 、山梨県出身。劇団新人会に所属していた。本名同じ 。

## 人物
京華学園高等学校卒業。
俳優座研究所6期生。同期に市原悦子がいた。初舞台は『貴婦人故郷に帰る』の夫役。1957年に研究所を卒業。
1966年放送の『ウルトラQ』第16話「ガラモンの逆襲」ではセミ人間が化けた青年を演じた。この起用は、同話の監督だった野長瀬三摩地が、当時、新劇の役者をしていた義那を推薦したことによる。
フジテレビの関連会社に勤務していたことがあり、2001年からは東京都から屋久島に移住していた。
2013年3月、死去。

## 出演作品

### テレビドラマ
- 刑事物語（1960年）[3]
- 娘の決闘（1960年）
- 忍者部隊月光 第54・55話「デッド音波作戦 - 前・後篇 - 」（1965年） - マキューラ十五号・黒場
- ウルトラQ 第16話「ガラモンの逆襲」（1966年） - 遊星人Q / セミ人間
- ウルトラマン第28話「人間標本5・6」（1967年）- 宇宙線研究所員 ※ノンクレジット
- レモンのような女 第3話「燕返しのサヨコ」（1967年）
- 特別機動捜査隊 第297話「第七天国」（1967年） - 中根
- しまった! 第5話「人の褌で相撲をとれ」（1968年）

### 映画
- 森は生きている（1956年）[3]

### 吹き替え
- ローン・レンジャー（1958年） - ナレーター
- 西部の対決（1961年）[3]

### 舞台
- ミンナ・フォン・バルンヘルム （1957年、劇団新人会） - 従僕二[5]
- マリアの首（1959年、劇団新人会） - 第一の男[6]
- 太鼓とらつぱ（1961年、劇団新人会） - スマグラー[7]
- 真田風雲録（1962年、劇団三期会・劇団新人会・劇団青年座・劇団仲間・俳優小劇場合同公演） - 織田有楽斉[8]
- さすらい（1964年、劇団新人会） -  一の首[9]